# Xylethrus arawak
Xylethrus arawak là một loài nhện trong họ Araneidae.
Loài này thuộc chi Xylethrus. Xylethrus arawak được miêu tả năm 1965 bởi Archer.